# Veleposlanstvo Hrvatske u Washingtonu D.C.
Veleposlanstvo Hrvatske u Washingtonu D.C. predstavlja diplomatsko predstavništvo Republike Hrvatske u SAD-u. Nalazi se na sjeverozapadu Massachusetts Avenue u diplomatskoj četvrti, u susjedstvu s veleposlanstvima mnogih država. Hrvatska osim veleposlanstva u Washingtonu, ima i konzularna predstavništva u New Yorku, Pittsburghu, Chicagu, Kansas Cityju, New Orleansu, St. Paulu, Los Angelesu, Seattleu.
Trenutačni hrvatski veleposlanik u SAD-u je Pjer Šimunović.

## Povijest
U prošlosti je zgrada bila dom austrijskom veleposlanstvu, ali Austrijanci su ga napustili zbog potrebe za većim prostorom te su zgradu prodali Hrvatskoj 1993. godine. Kupnju i adaptaciju zgrade je u velikoj mjeri financirala zajednica američkih Hrvata. Ispred veleposlanstva nalazi se velika brončana skulptura sv. Jeronima svećenika koju je izradio Ivan Meštrović sredinom 1950-ih.

## Vanjske poveznice
- Službena web stranica veleposlanstva  Arhivirana inačica izvorne stranice od 4. srpnja 2013. (Wayback Machine)